# Едуард Ул
Едуард Ул (Јозефштат, 12. децембар 1813 — Беч. 1. новембар 1892) био је аустријски адвокат и градоначелник Беча.

## Живот
Едуард Ул је рођен у Нојшотенгасе број 131 (данас: осми бечки округ, Пиаристенгасе број 7), као син лекара Леополда и Катарине, рођене Адлер. Кућа у којој је рођен је 1944. године уништена у америчком бомбардовању Беча у Другом светском рату.

## Рана каријера
Каријеру је почео као службеник магистрата од 1832. до 1840. Године 1848. служио је као капетан у Националној гарди, а 1861. постао је члан Градског већа Беча.

## Градоначелник Беча
Године 1882. Ул је унапређен у градоначелника, функцију коју је обављао до 1889. Током свог мандата, Ул је унапредио ватрогасне и спасилачке службе, као и бечке пијаце. Он је 1887. године, заједно са неколико месних одборника, основао „Централно друштво за исхрану сиромашне школске деце” како би најсиромашнијим ученицима понудио топли ручак током зимских месеци. Политички, Ул је као либерал, био у потпуној супротности са хришћанско-социјалним политичарем Карлом Лугером и немачким националистичким табором око Георга фон Шенерера. Био је члан масонске ложе Хуманитас у месту Нојдорфл, који је тада био део Мађарске, а данас је део аустријске савезне државе Бургенланд (Градишће).

## Почасти
Град Беч га је 14. новембра 1889. прогласио почасним грађанином. Његов почасни гроб налази се на Средишњем бечком гробљу (група 14 А, број 27). Године 1894. у његовом родном Јозефштату (осмом бечком округу) трг Улплац је назван по њему.

### Ордење:
- 1870: Витешки крст реда Франца Јозефа[1]
- 1879: Орден гвоздене круне III реда[1]
- 1890: Унапређење у звање витеза[1]